# Josef Füller
Josef Füller (* 14. Dezember 1861 in Hünfeld; † 20. Oktober 1953 in Oberursel) war ein deutscher Kommunalpolitiker (DVP) und 29 Jahre lang Bürgermeister von Oberursel. Er ist in Oberursel in einem Ehrengrab beigesetzt.

## Leben
Josef Füller wurde als zehntes von 13 Kindern seiner Eltern geboren. Sein Vater, Johann Christoph Füller (* 11. November 1818 in Fulda; † 14. Juli 1897 in Wehlheiden) war Lehrer in Hünfeld, seine Mutter, Eva Theresia geborene Schöppner (* 12. September 1823 in Fulda; † 19. Juni 1919 in Kassel) kümmerte sich um die Familie. Josef Füller machte ab 1876 eine Lehre als Vermessungstechniker beim Katasteramt in Hünfeld. Anschließend diente er zwölf Jahre als Soldat im preußischen Heer und schied als Bezirksfeldwebel in Homburg vor der Höhe aus dem Dienst aus.
Am 5. Mai 1891 heiratete Josef Füller, der katholischer Konfession war, in Homburg Susanne Kirchner (* 5. Mai 1891 in Homburg vor der Höhe; † 14. April 1949 in Oberursel), die Tochter des Oberurseler Uhrmachers Gottfried Kirchner. 1892 kommt das einzige Kind, Gottfried, auf die Welt. Gottfried fällt im Ersten Weltkrieg 1916. Die Eheleute Füller adoptierten ein 1911 geborenes Mädchen names Irmtrude.
1893 nimmt Josef Füller eine Stelle als Büroassistent in Köln an, arbeitete dort in der Stadtkämmerei und stieg zum Oberstadtsekretär auf, nachdem er 1895 das Sekretär-Examen bestanden hatte.
Am 28. Oktober 1897 wurde er von der Stadtverordnetenversammlung zum (ersten hauptberuflichen) Bürgermeister von Oberursel gewählt. Am 8. Dezember 1897 trat er sein Amt an. Er sollte 29 Jahre lang Bürgermeister bleiben und damit die bis heute längste Amtszeit aller Bürgermeister Oberursels haben. In den Jahren 1909 und 1921 wurde er wiedergewählt, am 31. Dezember 1926 trat er in den Ruhestand. In seine Amtszeit fiel ein starkes Wachstum der Stadt. Sowohl in wirtschaftlicher Hinsicht (so wurden z. B. die Motorenwerke Oberursel gegründet) als auch was die Bevölkerungsentwicklung betrifft. Nachfolger als Bürgermeister war der parteilose Karl Horn.
Er war auch über die Stadt hinaus als Kreisdeputierter im Untertaunuskreis und 1907 bis 1918 als Abgeordneter im Provinziallandtag Hessen-Nassau und im Nassauischen Kommunallandtag tätig. Im Provinziallandtag war er ab 1908 Mitglied des Rechnungsprüfungsausschusses und 1910 bis 1918 des Bauausschusses. Zwischen 1910 und 1918 war er auch stellvertretendes Mitglied des Landesausschusses. Sein Mandat als Kreisdeputierter, das er seit 1907 innehatte, legte er Ostern 1933 nach der Machtergreifung der Nationalsozialisten nieder.
Auch in den Vereinen der Stadt war er aktiv. Er gehörte zu den Mitgründern des Roten Kreuzes und des Vaterländischen Frauenvereins der Stadt.
Die Stadt Oberursel ernannte ihn zum Ehrenbürger. Die Füllerstraße in Oberursel ist nach ihm benannt. Er ist auf dem Alten Friedhof Oberursel in einem Ehrengrab begraben.